# Skin Diamond

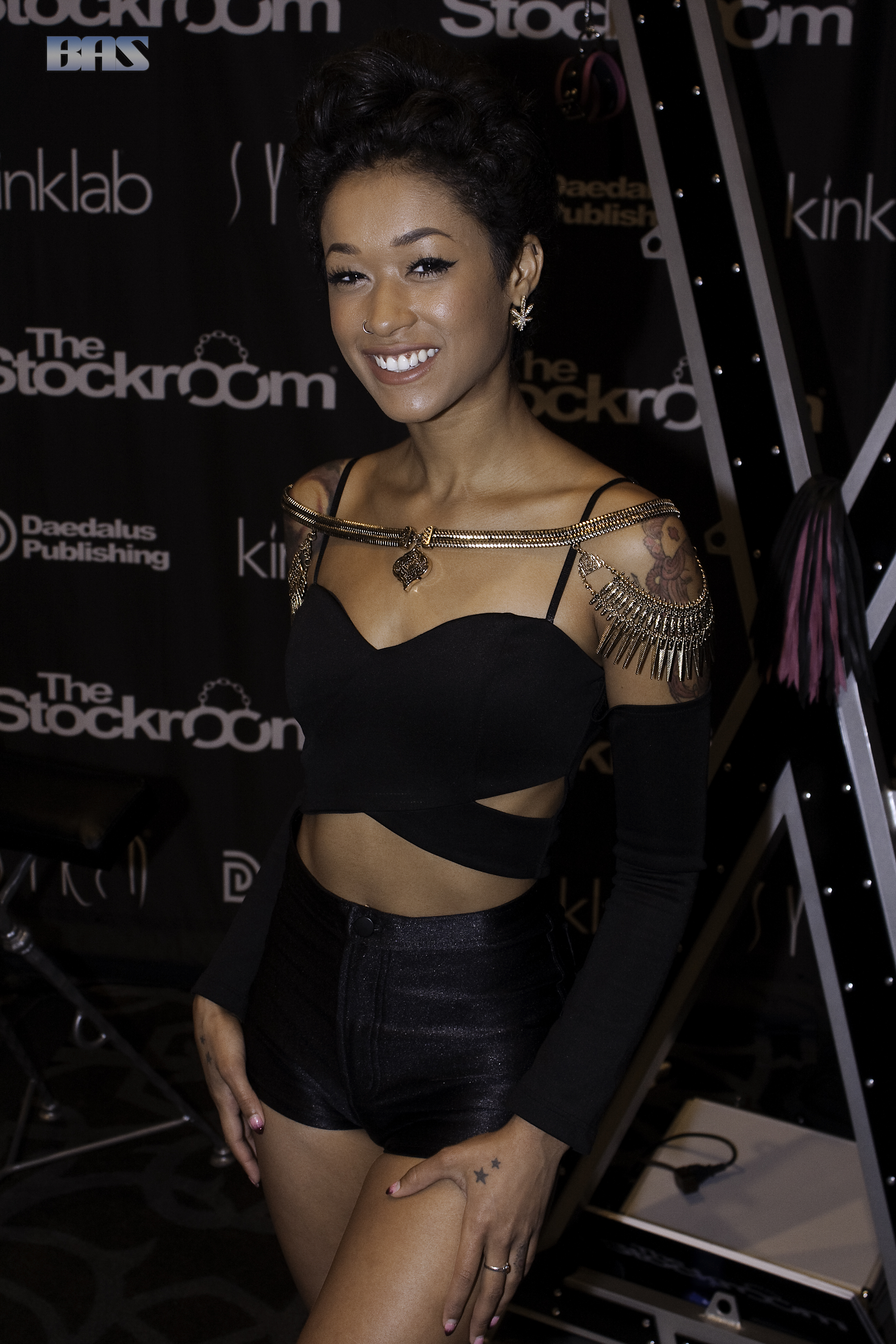
Skin Diamond (2016)

Skin Diamond (* 18. Februar 1987 in Ventura, Kalifornien als Raylin Joy Christensen) ist eine US-amerikanische Pornodarstellerin, Aktmodell sowie Musikerin, die auch unter den Namen Raylin Joy bekannt ist.

## Leben
Diamond wurde in Ventura, Kalifornien, geboren und wuchs in Dunfermline, Schottland auf, wo ihre Eltern als Missionare tätig waren. Ihr Vater ist der US-amerikanische Schauspieler Rodd Christensen. Als Kind trat sie neben ihrer Schwester in der Fernsehserie Balamory auf.
Diamond begann ihre Karriere als Modell und posierte unter anderem für Louis Vuitton, American Apparel und Atsuko Kudo. Ihr pornografisches Debüt hatte sie 2009 in einem Burning-Angel-Film. Im Jahr 2012 posierte Diamond für den Comiczeichner David Mack, der sie in der Marvel Comics Daredevil-Miniserie Echo: End of Days porträtierte.
Diamond wohnt derzeit in Los Angeles. Sie hat mehrere Tattoos, darunter einen Phönix auf ihrem Rücken, den sie sich stechen ließ, um eine Verbrennungsnarbe zu verdecken. Sie trug zeitweise als Frisur einen Mohawk. Wegen der Frisur wurde sie in der Kolumne „Beauty Showdown“ des Magazins Cosmopolitan vorgestellt.
Diamond spielte im Jahr 2012 zusammen mit Brooklyn Lee, Mika Tan und Misty Stone in einer Szene der Porno-Parodie Official Hangover Parody. Sie gewann eine Reihe von Auszeichnungen und war 2013 als Female Performer of the Year bei den XRCO Awards und AVN Awards nominiert. Diamond betreibt einen X-Account mit annähernd 130.000 Followern und einen Instagram-Account mit ca. 120.000 Abonnenten. In der Parodie Man Of Steel XXX von Axel Braun spielte sie die Rolle des weiblichen Dämons Silver Banshee. Sie ist auch in Szenen der Website Brazzers und Bangbros.com zu sehen. Diamond ist mit Aktmodell und Pornodarstellerin Asphyxia Noir verlobt.

## Auszeichnungen
- 2012: Juliland Award als Biggest Surprise
- 2012: Urban X Award als Female Performer of the Year
- 2013: XBIZ Award als Best Supporting Actress in Revenge of the Petites
- 2014: AVN Award für Best Oral Sex Scene, Best Double-Penetration Sex Scene (mit Marco Banderas und Prince Yahshua)[1]

## Filmografie (Auswahl)
- 2011: Slut Puppies 5
- 2011: Slutty and Sluttier 14
- 2011: Spinners
- 2011: This Ain’t Nurse Jackie XXX
- 2012: Official Hangover Parody
- 2012: Overnight
- 2012: Spandex Loads 4
- 2012: Women Seeking Women 89
- 2012: Whale Tail 6
- 2012: Mandingo Massacre 5
- 2012: Performers Of The Year 2013
- 2013: Inked Angels 2
- 2013: Wet Asses 1
- 2013: Iron Man XXX
- 2013: Gag Reflex 1
- 2013: Devil on a Chain
- 2013: Weapons of Ass Destruction 7
- 2013: Man Of Steel XXX
- 2013: The Walking Dead: A Hardcore Parody
- 2013: Girl Squared 2
- 2013: Whore’s Ink
- 2013: Get My Belt
- 2013: Performers Of The Year 2014
- 2014: Doctor Whore Porn Parody
- 2014: X-Men XXX: An Axel Braun Parody
- 2014: Oil Overload 11
- 2014: Anal Candy Disco Chicks
- 2014: Shades Of Scarlet
- 2014: American Whore Story (Webserie, 1 Folge)
- 2015: Performers Of The Year 2015
- 2016: A Bitter Lime

## Diskografie
- 2016: Fire (Single)
- 2016: All Night (Single)
- 2016: Feel Me (Single)
- 2016: Karma (Single)
- 2016: Sunny Grey (Single)
- 2017: Wet Dreams (Single)
- 2017: Freak (Single)